# Ein Gedi

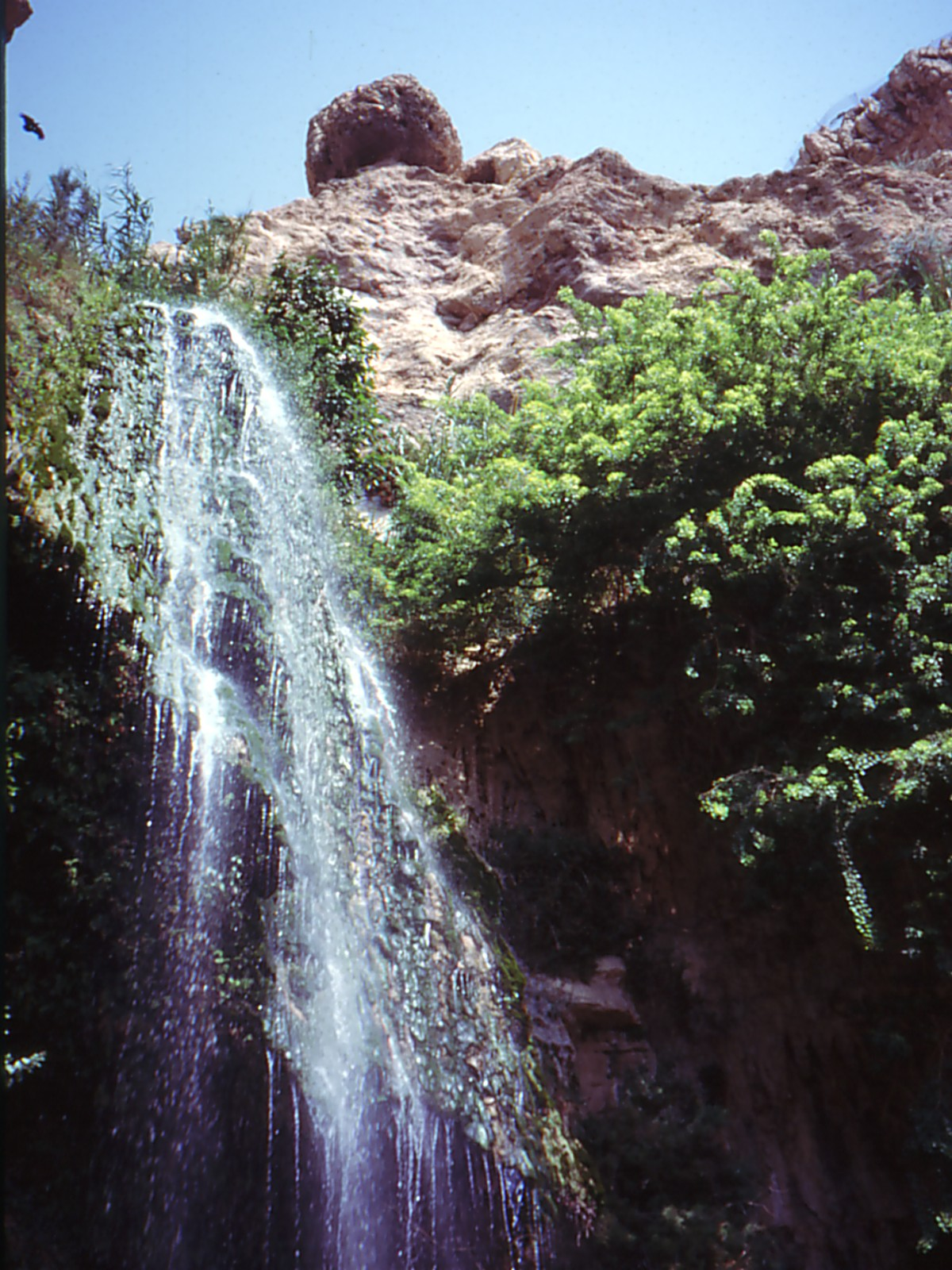
Cascata Shulamit, em Nahal David

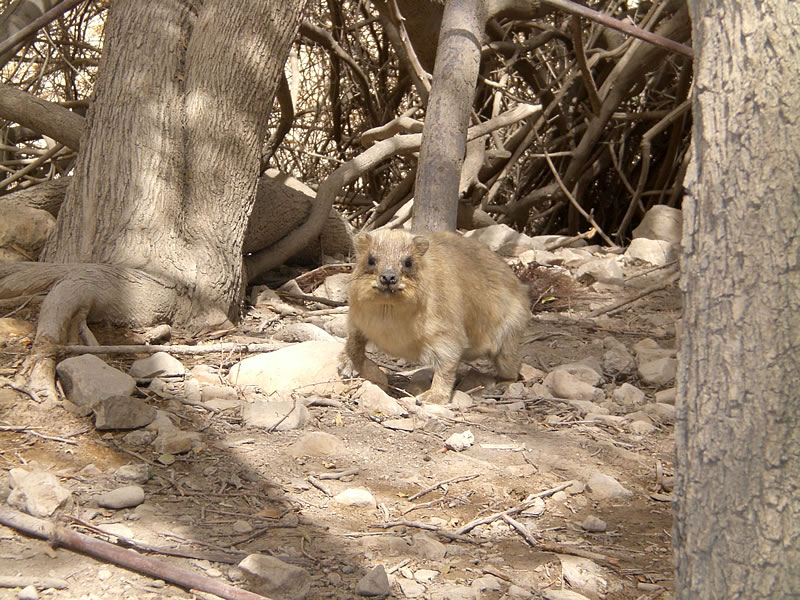
Um damão na reserva natural de Ein Gedi

Ein Gedi (em hebraico: עין גדי, lit. Nascente do Cabrito) é uma reserva natural, com um oásis, localizado a oeste do Mar Morto, perto de Massada e das cavernas de Qumran, em Israel.
É conhecido pelas suas grutas, nascentes, e a sua rica diversidade de fauna e flora. Ein Gedi é mencionado diversas vezes nos escritos bíblicos, por exemplo, no Cântico dos Cânticos; "O meu amado é para mim como um cacho de flores de hena nos vinhedos de Ein Gedi" (1:14).  De acordo com a tradição judaica, David escondeu-se de Saul nas suas cavernas; "Então David saiu de lá, e ficou nas fortalezas de Ein Gedi" (I Samuel 23:29).
Um kibutz, fundado em 1956, está localizado a cerca de um quilómetro do oásis. Oferece várias atrações turísticas e tira vantagem do clima local e da abundância de água natural para cultivar diversos produtos fora da sua época normal. Antes da fundação do kibutz, a área de Ein Gedi não havia sido permanentemente habitada por 500 anos.

## Etimologia
En-gedi ou Ein-gedi é uma expressão composta de dois radicais na língua hebraica. Ein significa fonte, nascente; Gedi significa cabrito. Logo: a expressão En-gedi ou Ein-gedi significa: a fonte do cabrito, a nascente do cabrito.

## Parque Nacional de Ein Gedi
O Parque Nacional de Ein Gedi foi fundado em 1972 e é uma das mais importantes reservas naturais de Israel. O parque está situado no extremo oriental do Deserto da Judeia, na costa do Mar Morto, e cobre uma área de 6250 hectares (25 km2). A altitude do terreno vai desde o nível do Mar Morto, 418 metros abaixo do nível do mar, até ao planalto do Deserto da Judeia, 200 metros acima do nível do mar.
O Parque Nacional de Ein Gedi inclui duas ribeiras alimentadas por nascentes que correm durante todo o ano: Nachal David (ribeira de David) e Nachal Arugot (ribeira de Arugot). Duas outras nascentes, Shulamit e Ein Gedi, também correm na reserva. Juntas, as nascentes geram aproximadamente três milhões de metros cúbicos de água por ano. A maior parte da água é usada na agricultura ou é angarrafada para consumo.
O parque é um santuário para muitas espécies de plantas, aves e animais. A vegetação inclui plantas e árvores das regiões de clima tropical, desértico, mediterrânico e estépico, tais como a maçã de Sodoma, acácia, jujuba, and cloupo. Às muitas espécies de aves residentes juntam-se mais de 200 espécies adicionais, durante os períodos das migrações na Primavera e Outono. As espécies de mamíferos incluem o íbex e o damão.
No verão de 2005, cerca de dois terços do oásis ardeu completamente depois de um turista largar um cigarro aceso nos terrenos do parque.

## Jardim Botânico

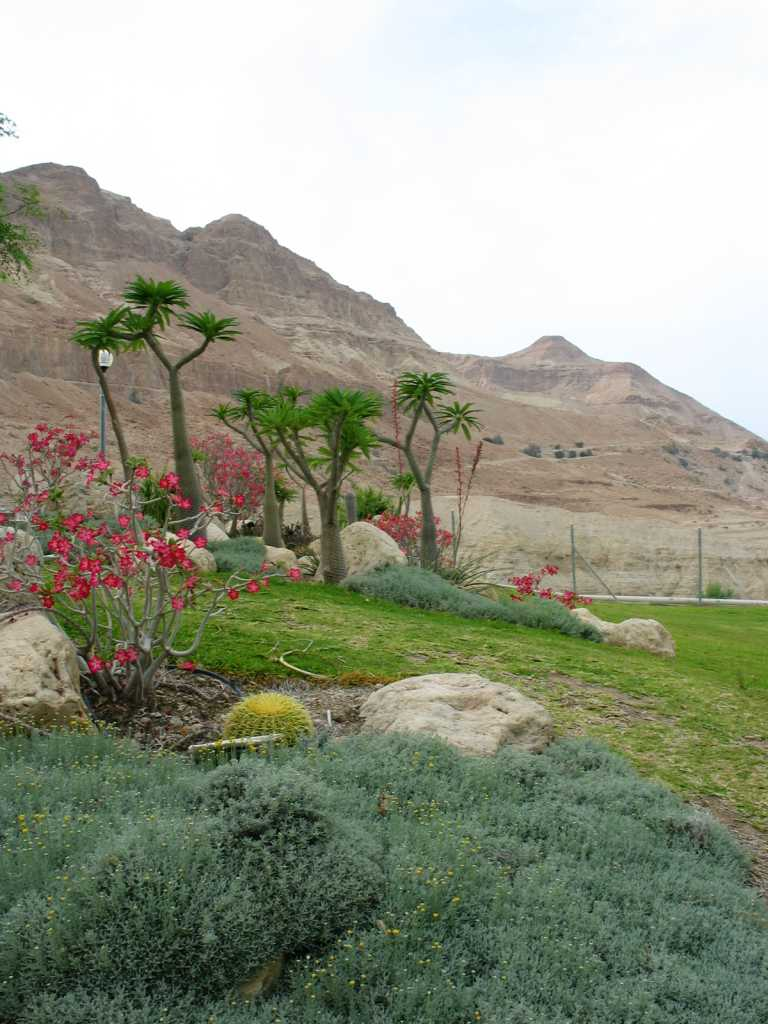
O Jardim Botânico no kibutz Ein Gedi

A área do kibutz contém um jardim botânico famoso internacionalmente que cobre uma área de 10 ha. Lá, é possível encontrar mais de 900 espécies de plantas de todo o mundo.